# Leipanthura casuarina
Leipanthura casuarina is een pissebed uit de familie Anthuridae. De wetenschappelijke naam van de soort is voor het eerst geldig gepubliceerd in 2009 door Poore.